# Weerwaas
Weerwaas was een groep muzikanten uit Kerkrade die alleen in het Kerkraads zong. De groep bestond van 1982 tot 2004. De groep maakte vele LP's, platen, CD's en verzorgde 22 jaar lang tientallen optredens in een jaar.
Het repertoire was zowel gericht op carnaval (schlagers) als op popmuziek. De groep bestond uit Paul Weelen, Wiel Hamers (voormalig lid van de Kerkraadse formatie HoPo), René Schillings, Jochem Amkreutz, Luc Wiertz, Bart-Jan Bartholomeus, Luiz Oliveira, René Quanjel, Thei Hanssen, Frans Senden, Sven Derix en vele anderen.

## CD's
1. 2004, Adieë wa![1]
2. 1998, October, Jiddere jek is angesj
3. 1997, 9 januari, Weëd Wakker
4. 1994, November, Jans Jroeës Jewietter
5. 1992, Ing keëts in d'r duuster
6. 1990, Weerwaas, WWCD01
7. 1988, Kinger van het vrugjoar
8. 1986, Jrus oes Kirchroa